# Jack Ketchum
Dallas William Mayr (Livingston, 10 de novembro de 1946 – Nova York, 24 de janeiro de 2018), mais conhecido por seu pseudônimo Jack Ketchum, foi um escritor norte-americano de ficção especulativa. 
Ele recebeu quatro Prêmios Bram Stoker e mais três indicações. Seus romances incluem Off Season, Offspring, Red e A Garota da casa ao lado que foram adaptados para o cinema.
Em 2011, Ketchum recebeu o Prêmio Grão Mestre da World Horror Convention por sua contribuição notável ao gênero de terror.

## Biografia

### Primeiros anos
Ketchum nasceu em Livingston, Nova Jérsei, em 1946 como filho único de imigrantes alemães. Seu pai, Dallas William Mayr (1908–1997), serviu na artilharia durante a Segunda Guerra Mundial e sua mãe, Evelyn Fahner Mayr (1915–1987), era contadora e gerente. Ele obteve o diploma de bacharel em artes em inglês pelo Emerson College em Boston, Massachusetts, e mais tarde lecionou no ensino médio em Brookline, Massachusetts, por dois anos.

### Carreira
Como um ex-ator, professor, agente literário, vendedor de madeira e preparador de refrigerantes, Ketchum creditou seu amor de infância por Elvis Presley, dinossauros e horror por ajudá-lo a passar por seus anos de formação. Ele começou a inventar histórias muito jovem e explicou que passava muito tempo em seu quarto, ou na floresta perto de sua casa, perto do riacho: '[meus] interesses [eram] livros, quadrinhos, filmes, rock' n roll, show tunes, TV, dinossauros [...] praticamente qualquer atividade que não exigisse muita socialização, ou onde eu pudesse facilmente deixar de socializar '. Ele inventava histórias usando seus soldados de plástico, cavaleiros e dinossauros como personagens. Ele também adorava o Halloween, e sua mãe, sendo '[...] muito boa com a máquina de costura [...]', garantiu que o jovem Ketchum tivesse um traje autêntico; seus favoritos eram Peter Pan e Superman. Ketchum também expressou um interesse inicial em filmes de terror como Nosferatu e os Clássicos Monstros da Universal, como O Corcunda de Notre Dame e O Fantasma da Ópera .
Mais tarde, em sua adolescência, Ketchum fez amizade com Robert Bloch, autor de Psicose, que se tornou seu mentor. Ele apoiou o trabalho de Ketchum, assim como seu trabalho foi apoiado por seu próprio mentor, H.   P. Lovecraft. O relacionamento de Ketchum com Bloch durou até a morte de Bloch em 1994. Os pais de Ketchum eram donos de uma lanchonete com refrigerante onde Jack trabalhava para sustentar sua escrita, como cozinheiro durante o dia e operador de máquina de refrigerante após escurecer.
De fato, Ketchum trabalhou em muitos empregos diferentes antes de terminar seu primeiro romance (o controverso Off Season de 1980), incluindo atuar como agente do romancista Henry Miller na Scott Meredith Literary Agency, um ponto crucial em sua carreira; seu extraordinário encontro com Miller em sua casa em Pacific Palisades é um dos temas de suas memórias em Book of Souls . Ele também vendeu artigos e histórias - ficção e não ficção - a várias revistas de rock 'n roll e masculinas para complementar sua renda. Sua decisão de eventualmente se concentrar na escrita de romances foi parcialmente alimentada por uma preferência por trabalhos que oferecessem estabilidade e longevidade.
Ao longo de sua vida, Ketchum leu ampla e vorazmente, autores como Robert Bloch, Charles Bukowski, Jim Harrison, Franz Douskey e Ernest Hemingway. Além de sua proficiência como contista e redator de revistas e de ter uma imaginação vívida, a leitura foi a ferramenta essencial em seu kit de escrita que levou Ketchum de suas redações escolares para escrever em revistas e, eventualmente, para o livro Off Season e além.

### Os anos Jerzy Livingston
Antes de Ketchum se voltar para a escrita de romances, ele vendeu um prolífico número de contos e artigos para revistas. Seu pseudônimo inicial, Jerzy Livingston, surgiu durante este período. Como costumava publicar mais de um artigo em uma revista específica, ele usava seu próprio nome na primeira assinatura e, em seguida, adotava um pseudônimo para as demais. Ele veio de Livingston, Nova Jérsei, e na época estava lendo a obra do autor Jerzy Kosiński : "Gostei da piada interna. Conseqüentemente, Jerzy Livingston. "Ele explicou. Um de seus personagens mais conhecidos enquanto escrevia como Jerzy Livingstone é Stroup, uma peça de Proust: Stroup, no entanto, não entendia as pessoas, nem mesmo ele mesmo. Ketchum se refere a Stroup como "[um] bebedor. Um perdedor. Um homófobico. Um amigo altamente questionável e amante não confiável. Misógino como o inferno e principalmente, orgulhoso disto". Stroup é exatamente o oposto de Marcel Proust, a quem Ketchum chama de "indiscutivelmente o escritor mais sensível da história". Stroup apareceu na revista masculina Swank. Ele ressuscitou no conto "Sheep Meadow Story" que fazia parte do livro Triage (2001), uma coleção com Richard Laymon e Edward Lee. Suas façanhas podem ser encontradas em Broken on the Wheel of Sex: The Jerzy Livingston Years (2007).

### Morte
Ketchum morreu de câncer em 24 de janeiro de 2018, na cidade de Nova York, aos 71 anos.

## Prêmios e indicações
- The Box - (1994) Prêmio Bram Stoker de Melhor Conto[17]
- Right to Life - (1999) Indicado ao prêmio Bram Stoker de Melhor Longa Ficção
- Gone - (2000) Prêmio Bram Stoker de Melhor Curta de Ficção
- The Lost - (2001) Indicado ao Prêmio Bram Stoker de Melhor Romance
- The Haunt - (2001) Indicado ao prêmio Bram Stoker de Melhor Conto de Ficção
- Peaceable Kingdom - (2003) Prêmio Bram Stoker de Melhor Coleção
- Closing Time - (2003) Prêmio Bram Stoker de Melhor Longa Ficção
- Prêmio Grão Mestre da World Horror Convention (2011)
- I'm not Sam - (2012) Indicado ao prêmio Bram Stoker de Melhor Longa Ficção (com Lucky McKee) e também indicado ao prêmio Shirley Jackson de Melhor Novela.

### Romances
| Título                             | Ano  | Tipo      | Editora                     | Observações                                                    |
| ---------------------------------- | ---- | --------- | --------------------------- | -------------------------------------------------------------- |
| Off Season                         | 1981 | romance   | Ballantine Books            |                                                                |
| Hide and Seek                      | 1984 | romance   | Ballantine Books            |                                                                |
| Cover                              | 1987 | romance   | Grand Central Publishing    |                                                                |
| She Wakes                          | 1989 | romance   | Berkley Publishing Group    |                                                                |
| The Girl Next Door                 | 1989 | romance   | Grand Central Publishing    | Lançado no Brasil com o título "A garota da casa ao Lado"      |
| Offspring                          | 1991 | romance   | Diamond Books               | sequência de Off Season                                        |
| Joyride                            | 1994 | romance   | Berkley Publishing Group    | lançado como Road Kill no Reino Unido                          |
| Stranglehold                       | 1995 | romance   | Berkley Publishing Group    | lançado como Only Child no Reino Unido                         |
| Red                                | 1995 | romance   | Headline Book Publishing    |                                                                |
| Ladies' Night                      | 1997 | romance   | Silver Salamander Press     | refeito de um lançamento não publicado da Ballantine Books     |
| The Exit at Toledo Blade Boulevard | 1998 | coletânea | Obsidian Books              | coletânea de contos                                            |
| Right to Life                      | 1998 | novela    | Cemetery Dance Publications |                                                                |
| The Lost                           | 2001 | romance   | Leisure Books               |                                                                |
| Peaceable Kingdom                  | 2003 | coletânea | Leisure Books               | coletânea de contos                                            |
| The Crossings                      | 2003 | romance   | Cemetery Dance Publications |                                                                |
| Sleep Disorder                     | 2003 | coletânea | Gauntlet Press              | co-escrito com Edward Lee                                      |
| Broken on the Wheel of Sex         | 2006 | coletânea | Overlook Connection Press   | contos anteriormente escrito com o pseudônimo Jerzy Livingston |
| Weed Species                       | 2006 | novela    | Cemetery Dance Publications |                                                                |
| Closing Time and Other Stories     | 2007 | coletânea | Gauntlet Press              | coletânea de contos                                            |
| Old Flames                         | 2008 | romance   | Leisure Books               |                                                                |
| Book of Souls                      | 2008 | novela    | Bloodletting Press          |                                                                |
| The Woman                          | 2010 | romance   | Leisure Books               | co-escrito com Lucky McKee                                     |
| I'm Not Sam                        | 2012 | romance   | Sinister Grin Press         | co-escrito com Lucky McKee                                     |
| Triptych                           | 2012 | coletânea | Crossroad Press             | coletânea de peças                                             |
| Notes from the Cat House           | 2013 | coletânea | Crossroad Press             | coletânea de poemas                                            |
| The Secret Life of Souls           | 2016 | romance   | Pegasus Books               | co-escrito com Lucky McKee                                     |
| Gorilla In My Room                 | 2017 | coletânea | Cemetery Dance Publications | coletânea de contos                                            |

## Filmografia

### Escritor
- The Lost (2006)
- The Girl Next Door (2007)
- Red (2008)
- Offspring (2009)
- A Mulher (2011)
- Mail order (curta, 2011)
- Olivia (curta, 2013)
- XX (segmento "The Box", 2017)

### Ator
- The Lost (2006) como Teddy Panik
- Header (2006) como State Trooper # 2
- The Girl Next Door (2007) como Carnaval
- Red (2008) como o Bartender
- Offspring (2009) como Max Joseph

### Projetos autorais
- The Cult of Ichi (2007)
- The Making of The Girl Next Door (2007)
- Dark Dreamers (2011)
- Inside the Plain Brown Wrapping (2013)